# Stadtbad Schwerin

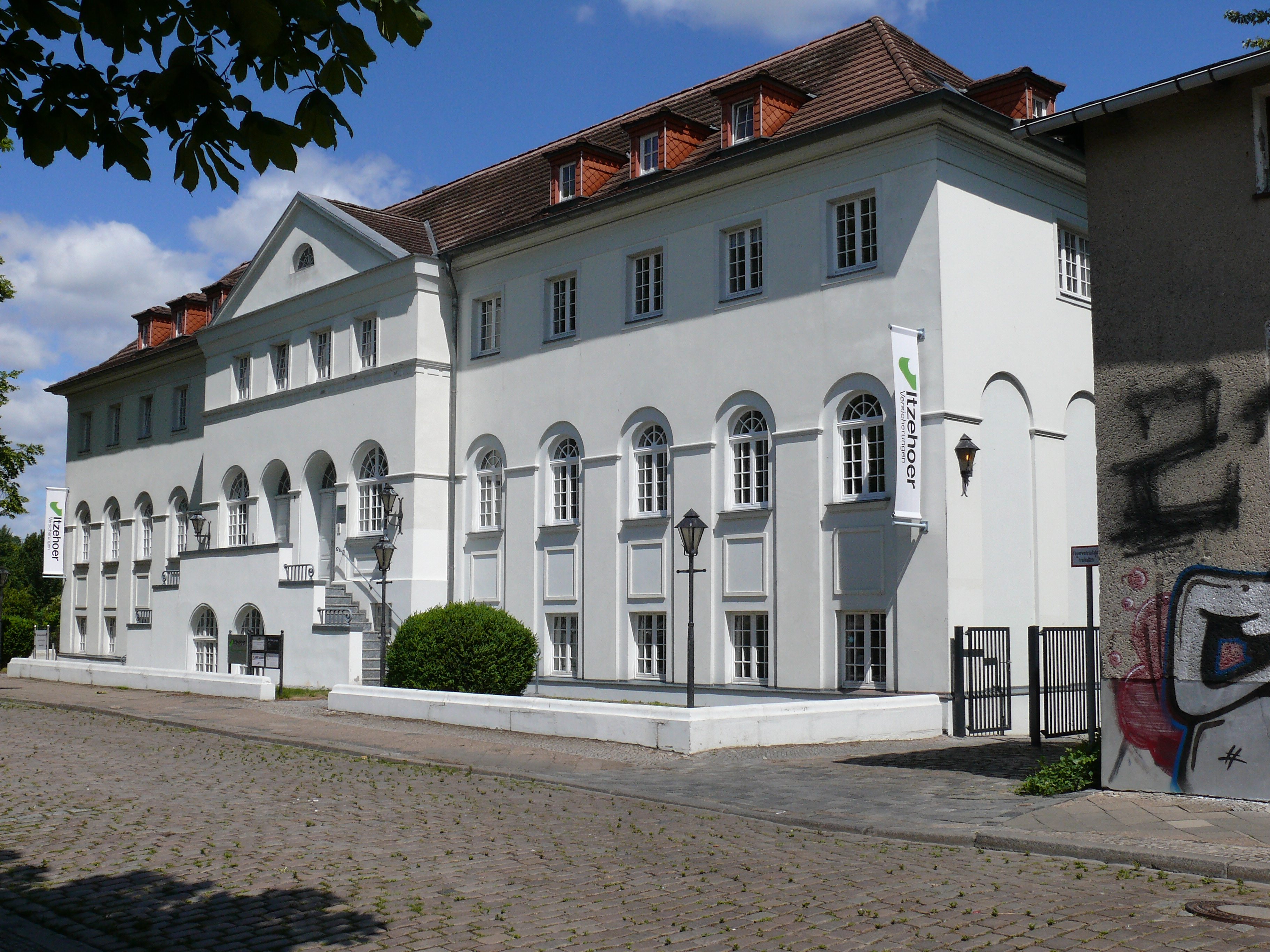
Ehem. Stadtbad

Das ehemalige Stadtbad Schwerin in Schwerin, Stadtteil Schelfstadt, Spieltordamm 9, ist ein Baudenkmal in Schwerin. Heute (2020) dient das Verwaltungsgebäude u. a. der Kontakt-, Informations- und Beratungsstelle für Selbsthilfegruppen (KISS) in Schwerin.

## Geschichte

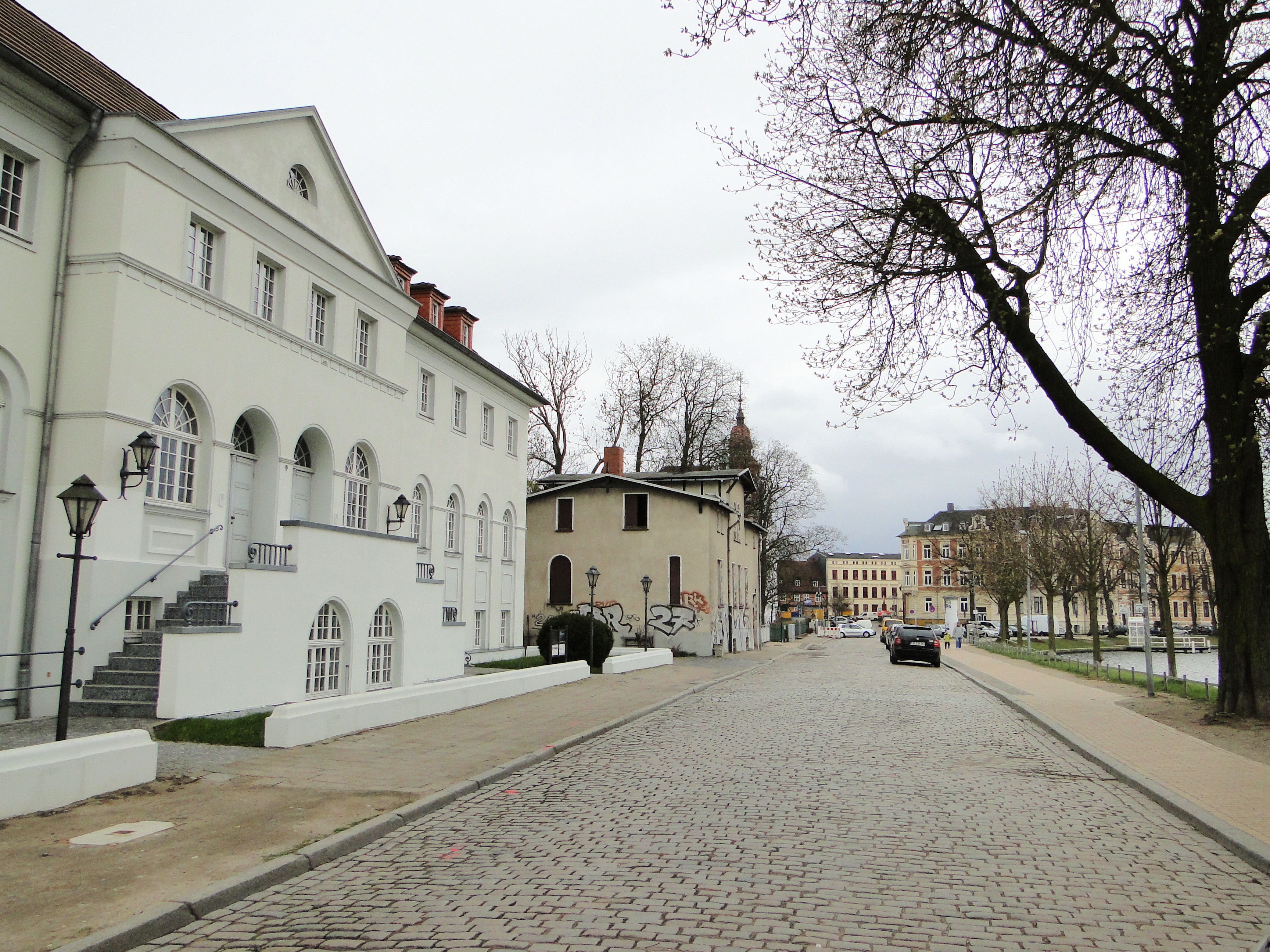
Spieltordamm am Nordufer des Pfaffenteichs

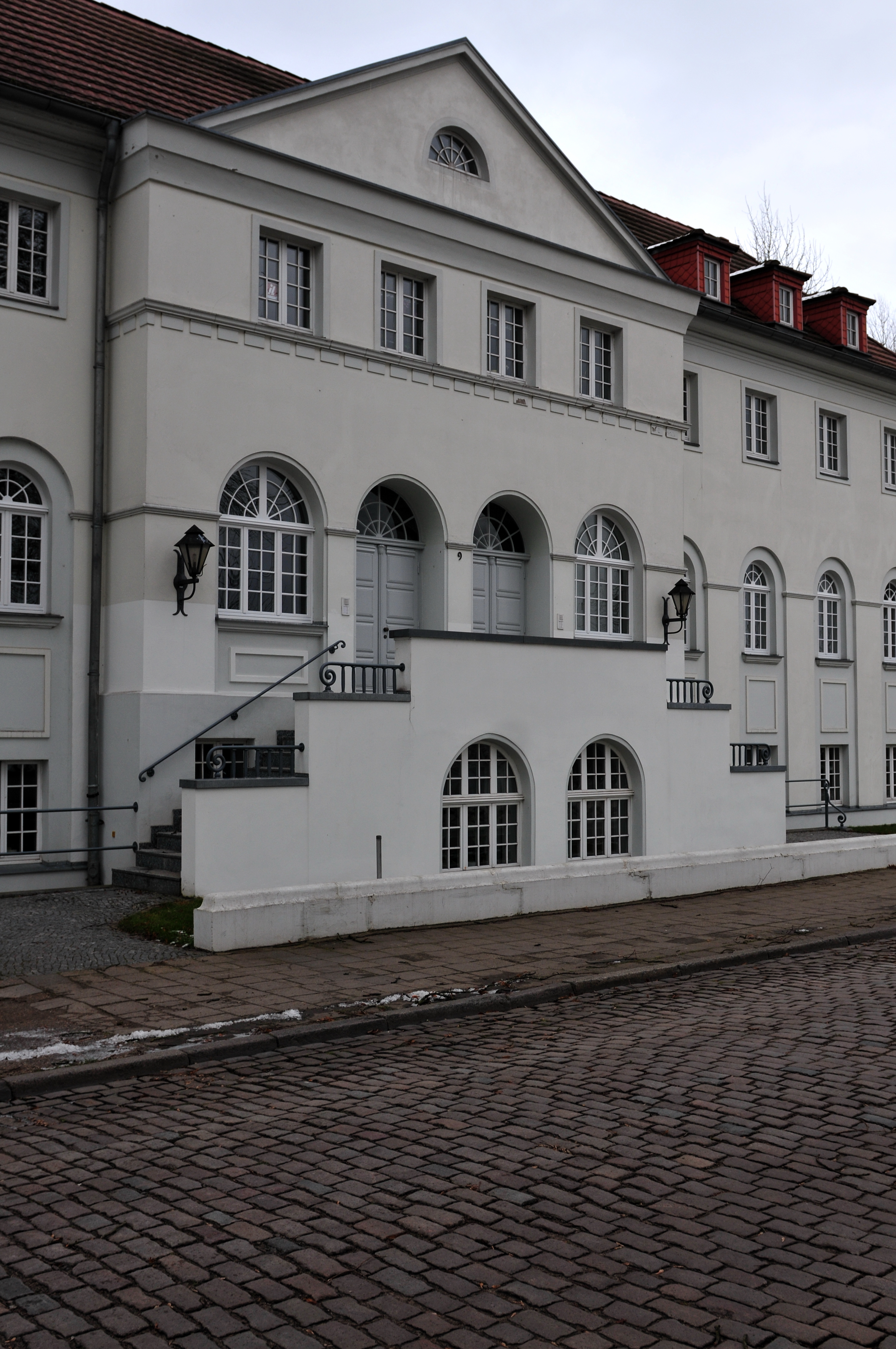
Giebelrisalit

1922 schloss die private Hovemannsche Badeanstalt, ein Warmbad nahe am Burgsee. 1926 wurde das dreigeschossige, 14-achsige Gebäude mit dem neoklassizistischen Giebelrisalit nach Plänen von Hans Stoffers als Stadtbad eröffnet. Der Standort dicht am Ziegelsee wurde gewählt, weil hier eine nicht realisierte See-Badeanstalt entstehen sollte. Später sollte das Stadtbad um eine Schwimmhalle erweitert werden; auch daraus wurde nichts.
Hermann Milenz schrieb in seiner Chronik Schweriner Zeitgeschehen von 1892 bis einschl. 1935: „… wird das Stadtbad doch nicht so stark vom Publikum in Anspruch genommen, wie man es erwartet hätte. Das Stadtbad ist ein Zuschußbetrieb“.
1945 war das Bad wegen Kriegsschäden ein Jahr geschlossen. 1968 konnten täglich 120 Kunden und 180 Wannenbäder vermeldet werden. Durch den verstärkten Wohnungsbau seit den 1970er Jahren nahm auch die Nutzung des Stadtbades sehr stark ab; 1990 gab es nur noch drei Gäste pro Tag. 1991 wurde das Haus verkauft und als Bürogebäude umgebaut.
Seit Ende 2005 hat die Kontakt- und Informationsstelle für Selbsthilfegruppen (KISS) neben einer Kanzlei und anderen Firmen hier ihren Sitz. Im KISS treffen sich bis zu 150 Selbsthilfegruppen.